# Paola Marella
Paola Maria Marella (Milano, 16 febbraio 1963 – Milano, 20 settembre 2024) è stata un'architetta, designer e conduttrice televisiva italiana.

## Biografia
Nata a Milano, frequentò il liceo classico e si laureò nel 1988 in architettura degli interni presso la facoltà di architettura del Politecnico di Milano. Intraprese la carriera di agente immobiliare come dipendente in un gruppo che all’epoca gestiva frazionamenti immobiliari. Dopo qualche anno questa realtà ebbe alcuni problemi, così nel 1993 decise di aprire una società insieme alla direttrice vendite del gruppo per cui lavorava a quel tempo.
Nel 2006 divenne uno dei primi volti televisivi della neonata Real Time, conducendo dapprima il programma Cerco casa disperatamente e proseguendo nel 2009 con la trasmissione Vendo casa disperatamente. Nel 2013 fu presentatrice di altri due programmi di Real Time, Welcome Style e Shopping Night: Home Edition, quest'ultimo insieme a Max Viola.
Nel 2011 avviò una collaborazione con l'associazione culturale Luoghi di Relazione, tenendo corsi per la formazione della figura professionale dell'Home Stager. Nel 2012 divenne socia onoraria di HSP Associazione professionisti Home Staging. Tra il 2014 e il 2015 condusse i programmi Hotel Cercasi e Changing Room, sempre su Real Time. Curò inoltre rubriche per La Cucina Italiana.
Nel 2016 lasciò Discovery per approdare a Sky, in cui incominciò a condurre su Cielo il programma I Consigli di Paola. Successivamente nel 2017 tenne una rubrica di moda denominata Paola Marella: Migliora il tuo Guardaroba per il talk show The Real su TV8.
Dal 2016 al 2021 fu consigliera del consiglio direttivo FIMAA dell'Associazione Agenti Immobiliari nell'ambito homestaging e servizi immobiliari per Milano e la Brianza.
Dal 2019 al 2022 presentò A te le chiavi sulla rete televisiva LA7, mentre nel 2019 condusse la prima edizione di Un sogno in affitto per Sky Uno, riproposta dal 2021 al 2023. Nel 2023 tornò a collaborare sul canale televisivo Discovery HGTV con il programma sull'arredamento di interni Come la vorrei.
Nel 2011 le era stato diagnosticato un cancro al seno. Sembrava aver superato il tumore, ma nel 2020 scoprì di aver di nuovo un nodulo benigno e nel 2021 le venne diagnosticato un carcinoma del pancreas già metastatico. Paola Marella è morta il 20 settembre 2024 a Milano, all'ospedale San Raffaele, all'età di 61 anni, per le conseguenze della malattia di cui soffriva. I funerali si sono svolti dopo due giorni nella chiesa di San Marco nel quartiere Brera di Milano.

## Filantropia
Sponsorizzò con la propria immagine campagne per attività benefiche come ActionAid, Chicco di felicità, AISM e Dynamo Camp.

## Vita privata
Era sposata e aveva un figlio, Nicola, nato nel 1995.

## Programmi televisivi
- Cerco casa disperatamente (Real Time, 2006-2013)
- Vendo casa disperatamente (Real Time, 2009-2015)
- Welcome Style (Real Time, 2013)
- Shopping Night: Home Edition (Real Time, 2013-2015)
- Hotel Cercasi (Real Time, 2014)
- Changing Rooms - Camera a sorpresa (Real Time, 2014-2015)
- I Consigli di Paola (Cielo, 2016)
- The Real (TV8, 2017)
- A te le chiavi (LA7, 2019-2022)
- Un sogno in affitto (Sky Uno, 2019, 2021-2023)
- Alessandro Borghese - Celebrity Chef (TV8, 2022) – concorrente
- Come la vorrei (HGTV, 2023)

## Campagne pubblicitarie
- Campagna pubblicitaria per Pantene (2018)[24]
- Testimonial per Facile Ristrutturare (2018-2023)
- Collaborazione come designer con Tempo[25] (2021)

## Pubblicazioni
- Arredo Casa Disperatamente, Rizzoli, 2011.[26]
- Welcome style, Rizzoli, 2013.[27]